# Románia vasúttársaságainak listája
Ez a lista Románia vasúttársaságait sorolja fel.

## CFR csoport
- CFR Călători
- CFR Marfă
- CFR Infrastructura
- SFT-CFR

## Magántársaságok
- CCCF - CCCF S.A.
- CC 33 ICIM - Cai Ferate 33 Intreprinderea Constructii Industriale si Montaj
- CG - SC Constantin Grup Srl
- CTF - Compania de Transport Feroviar
- CTV - Cargo Trans Vagon
- DB - DB Schenker Rail Romania (former LSD - Logistic Services Danubius
- GFR - Grup Feroviar Roman
- MIS - M.I.S. Grup Transport Feroviar
- Regional
- RT - Regiotrans (former Keolis and R.C-C.F Trans)
- SEFER
- SI - Servtrans Invest SA
- ST - Softrans
- TGF - SC Transferoviar Grup SA
- UT - SC Unifertrans SA